# Piotr Peskarev
Piotr Gueorguievitch Peskarev (en russe : Пётр Георгиевич Пескарёв) est un aviateur soviétique, né en 1921 et décédé le 12 avril 1944. Il fut pilote de chasse et un as de la Seconde Guerre mondiale.

## Carrière
Piotr est né à Moscou en 1921. Il commença sa carrière de pilote au 812e escadron de chasse aérienne (812.IAP), où il volait sur un biplan de reconnaissance Po-2, avant de servir sur chasseur Yak-1. En 1943, il opérait sur le front du sud, renommé quatrième front ukrainien en 1944. 
Il fut tué en combat aérien, au-dessus de la Crimée, le 12 avril 1944.

## Palmarès et décorations

### Tableau de chasse
Piotr Peskarev est crédité de 8 victoires homologuées.

### Décorations
- Ordre du Drapeau rouge ;
- Ordre de la Guerre patriotique de 2e classe.